# Trametes olivaceopora
Trametes olivaceopora är en svampart som beskrevs av Ryvarden & Iturr. 2003. Trametes olivaceopora ingår i släktet Trametes och familjen Polyporaceae.   Inga underarter finns listade i Catalogue of Life.